# Stortingsgebäude
Das Stortingsgebäude (norwegisch Stortingsbygningen) befindet sich in der norwegischen Hauptstadt Oslo. Es ist der Sitz des norwegischen Nationalparlaments, des Stortings. Das Gebäude wurde nach Plänen des schwedischen Architekten Emil Victor Langlet errichtet und im Jahr 1866 eröffnet. Während des Zweiten Weltkriegs wurde das Parlamentsgebäude von den deutschen Besatzern beschlagnahmt. Die Adresse ist Karl Johans gate 22.

## Geschichte

### Vorgeschichte

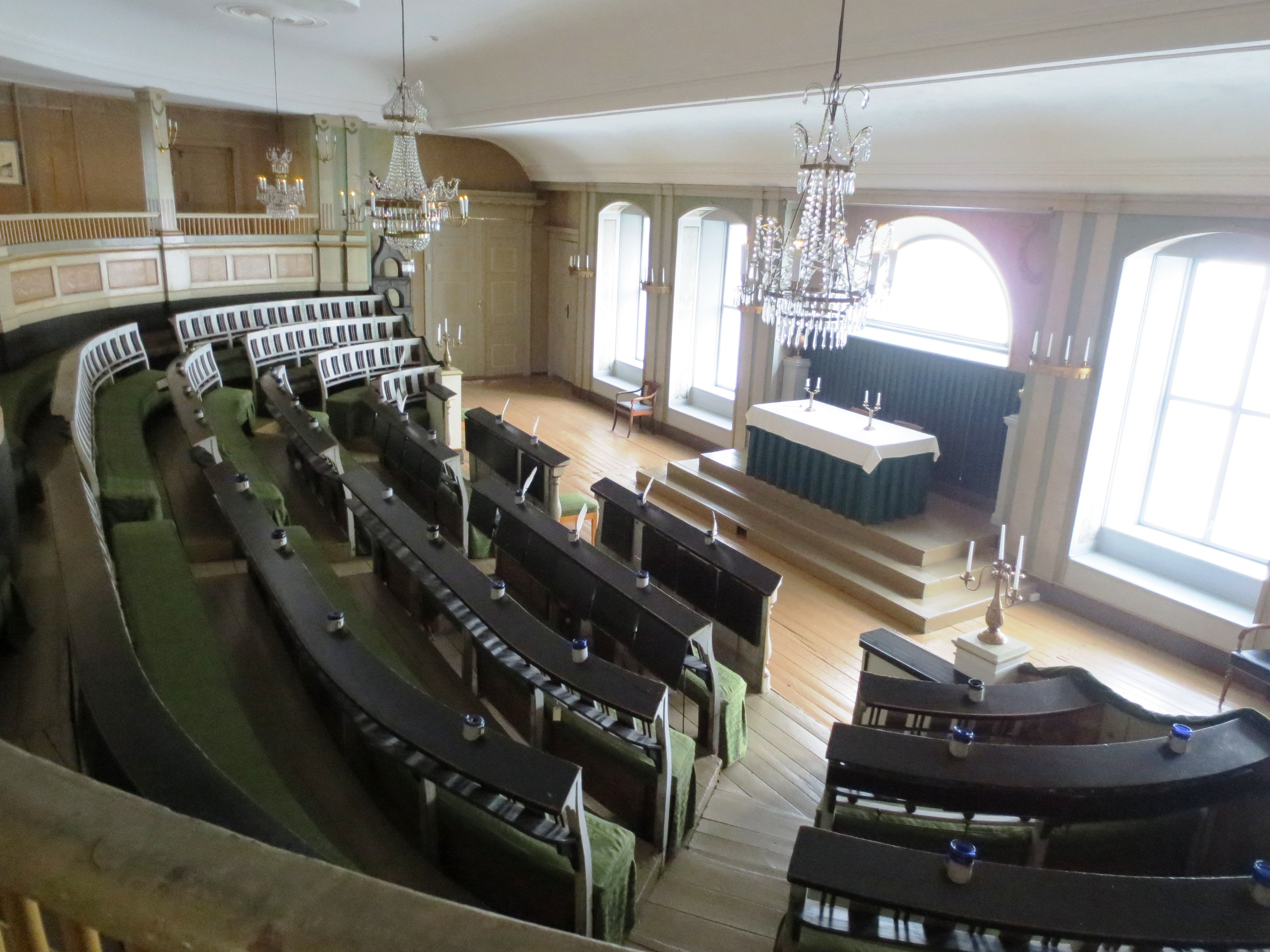
Von 1814 bis 1854 genutzter Saal

Nach der Reichsversammlung von Eidsvoll, bei der das norwegische Grundgesetz (norwegisch Grunnloven) erlassen wurde, wurde zunächst das damalige Gebäude der Oslo katedralskole an der Ecke Tollbugata / Dronningens gate als Versammlungsort für die Abgeordneten des Stortings genutzt. Nachdem der dort genutzte Saal zu klein wurde, wechselte man 1854 in den Festsaal der neugebauten Universität Oslo. Der von 1814 bis 1854 genutzte Saal wurde später demontiert und im Norsk Folkemuseum wieder aufgebaut.
Bereits vor dem Umzug in das Universitätsgebäude gab es Pläne, für das Parlament ein eigenes Gebäude zu errichten. Bevor ein Architekturwettbewerb für das Stortingsgebäude ausgerufen werden konnte, gab es eine lange politische Debatte. Bei dieser war zunächst insbesondere die Frage danach, wo das Parlamentsgebäude errichtet werden sollte, umstritten. Insgesamt 17 verschiedene Orte wurden geprüft, bevor sich das Parlament auf einen Platz im Schlosspark des Königlichen Schlosses einigte. Die Regierung zeigte sich mit dieser Wahl nicht einverstanden und erwarb das heutige Grundstück an der Karl Johans gate.

### Architekturwettbewerb
Im Jahr 1856 wurde vom Finanzministerium ein Architekturwettbewerb für ein neues Stortingsgebäude ausgerufen. Es standen dabei das vom Parlament sowie das von der Regierung favorisierte Grundstück zur Auswahl. Bei den der Jury vorgelegten Entwürfen gewannen schließlich die beiden ursprünglich aus Deutschland stammenden Architekten Heinrich Ernst Schirmer und Wilhelm von Hanno. Ihr von norddeutschen Rathäusern im Stil der Backsteingotik inspirierter Entwurf Vaterpas sah ein Gebäude im neugotischen Stil mit einem hohen Turm vor. Der in Stockholm sitzende Kronprinz Karl drückte seine Unzufriedenheit mit dem Turm aus, der ihn an einen Kirchturm erinnerte. Auch der mittelalterliche Stil stieß auf Widerstand, da dieser als unpassend für eine moderne Demokratie empfunden wurde.
Die beiden Architekten überarbeiteten daraufhin ihren Entwurf. Zugleich wurde der für den Wettbewerb zu spät eingegangene Entwurf des jungen Schweden Emil Victor Langlet vom Storting in Betracht gezogen. Langlets neoromanischer Vorschlag erregte große Aufmerksamkeit, da er einen neuen Stil repräsentierte und keinem anderen Parlamentsgebäude ähnelte. Er erhielt in der Presse und unter anderem auch von Bjørnstjerne Bjørnson Unterstützung. Am 7. Oktober 1857 beschloss das Storting mit einer knappen Mehrheit, das Bauprojekt von Langlet und nicht den ursprünglichen Gewinner des Architekturwettbewerbs umzusetzen.
Die Regierung gab sich mit der Entscheidung des Parlaments nicht zufrieden, da sie kein Vertrauen in den jungen und unerfahrenen Architekten hatte. Das Finanzministerium holte deshalb einen Vorschlag des Dänen Christian Hansen ein und empfahl dem Parlament, dessen Entwurf auszuwählen. Dass sich die Regierung über den Beschluss des Stortings hinwegzusetzen versuchte, führte zu Kritik von der Opposition. Im Jahr 1860 kam es zu einer erneuten Abstimmung im Parlament, dieses Mal zwischen den Vorschlägen von Langlet und Hansen. Das Storting entschied sich schließlich am 18. Mai 1860 mit 59 zu 47 Stimmen für Langlets Entwurf.

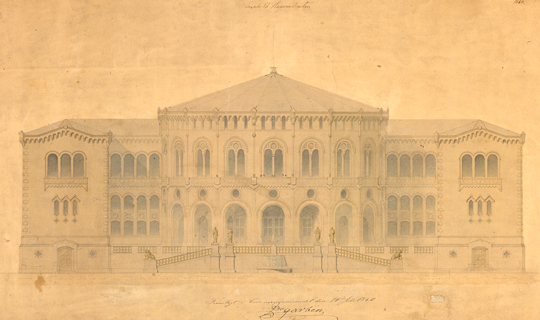
Entwurf von Langlet
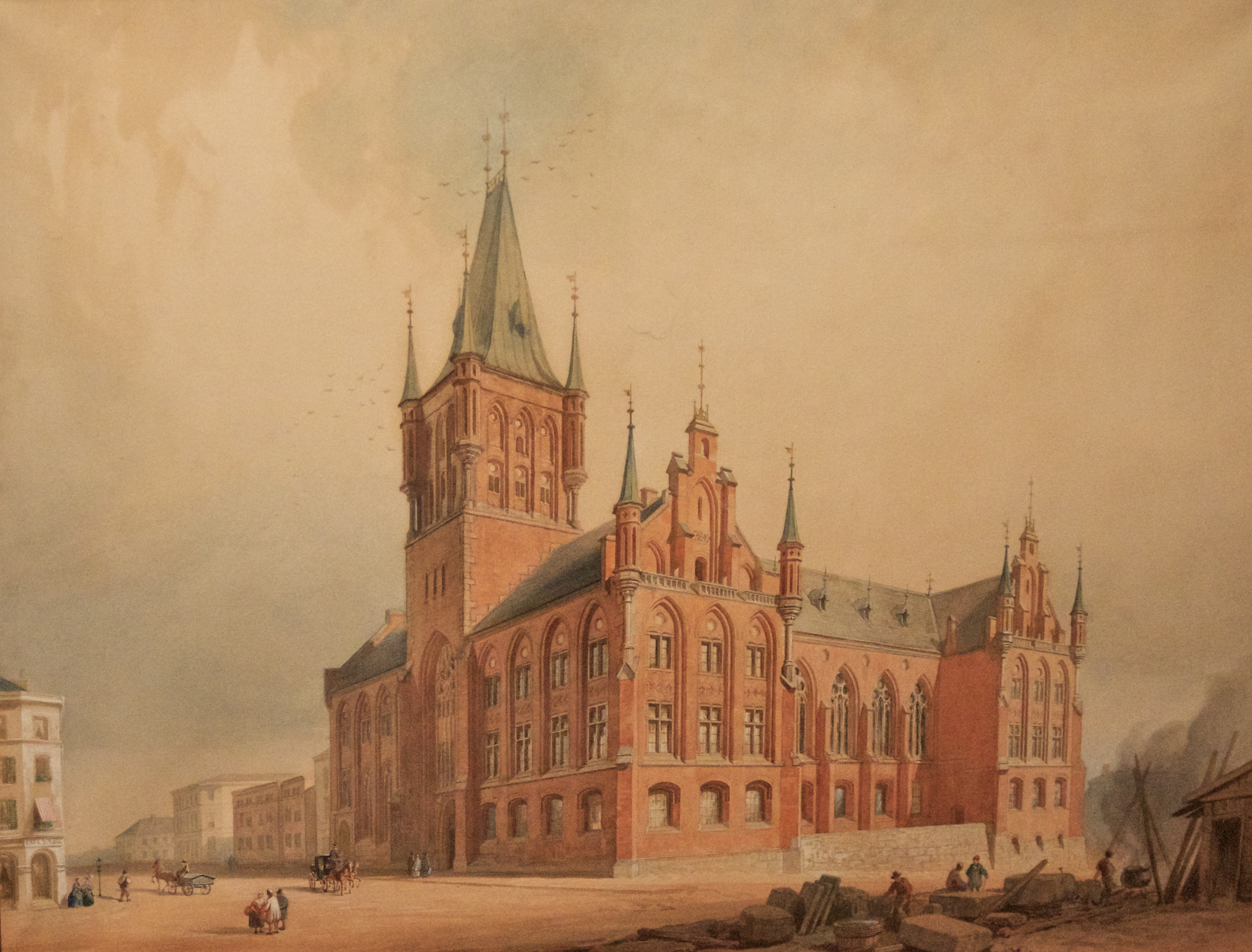
Abgelehnter Entwurf von Hanno und Schirmer
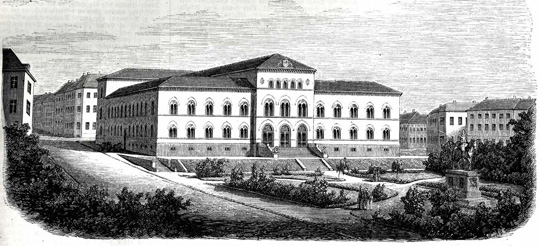
Abgelehnter Entwurf von Hansen

### Bau und erste Jahre
Der Baubeginn für das Stortingsgebäude fand am 3. August 1860 statt. Der Grundstein wurde am 10. Oktober 1861 gelegt. Nach der Fertigstellung wurde der Bau am 5. März 1866 eröffnet. Die Baukosten lagen bei insgesamt 239.333 Speciedaler, was rund 960.000 Norwegischen Kronen entsprach. Für den Architekten Emil Victor Langlet galt das Gebäude als sein Durchbruch. Später konzentrierte er sich auf Kirchen in Schweden.
Neben dem Storting zogen auch zahlreiche andere Behörden in das Gebäude ein. Eine Zeit lang wohnten zudem einige Familien von Mitarbeitern im Gebäude des Parlaments. Gemäß einer Volkszählung aus dem Jahr 1875 lebten 21 Personen an der Adresse Karl Johns gate 22. Mit zunehmendem Platzbedarf übernahm das Parlament allmählich das gesamte Gebäude.

### Das Gebäude im Zweiten Weltkrieg

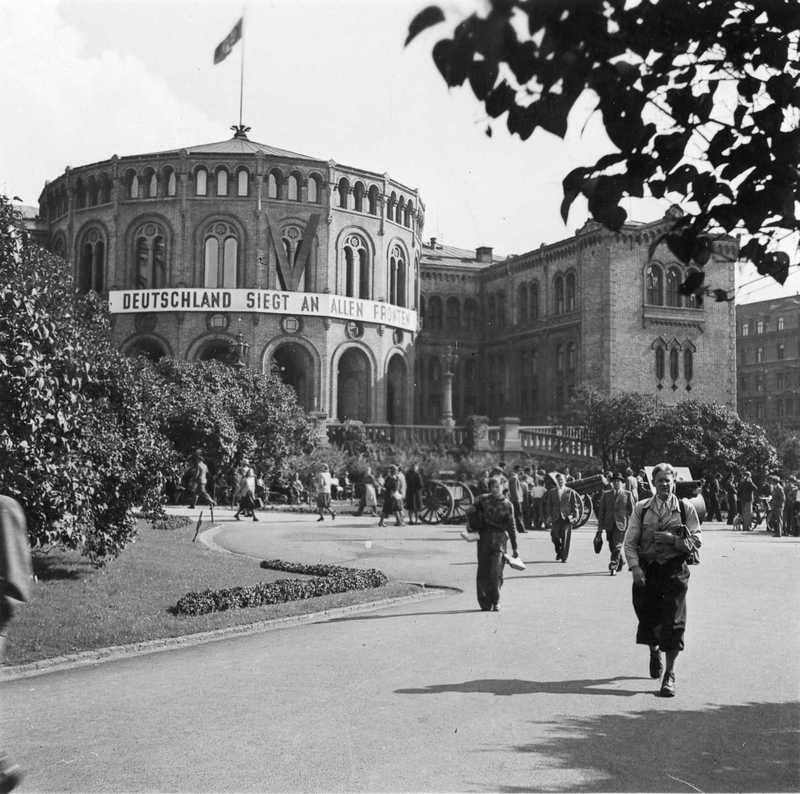
Stortingsgebäude mit Nazipropaganda, August 1941

In der Nacht zum 9. April 1940 wurde das Storting evakuiert. Die Evakuierung mit einem Sonderzug nach Hamar und weiter nach Elverum wurde vom damaligen Stortingspräsidenten Carl Joachim Hambro angeordnet, nachdem dieser über die deutsche Invasion benachrichtigt worden war. Gemeinsam mit den Abgeordneten flohen auch die Regierung und die Königsfamilie. Am Nachmittag des 9. April wurde das Parlamentsgebäude von deutschen Truppen besetzt. Von den deutschen Besatzern wurde das Parlamentsgebäude als Bürogebäude für die faschistische Marionettenregierung unter Vidkun Quisling genutzt. Auch das von Josef Terboven geleitete Reichskommissariat sowie der Höhere SS- und Polizeiführer Wilhelm Redieß zogen in das Gebäude ein. Das Stortingsgebäude wurde unter anderem aufgrund der Symbolträchtigkeit für diese Zwecke ausgewählt.
Die Faschisten nahmen zahlreiche Änderungen am Gebäude vor. So ließ Terboven die Porträts der Mitglieder der Eidsvollversammlung durch deutsche Landschaftsmalereien ersetzen und eine Büste von Adolf Hitler aufstellen. Auf dem Dach wurde eine Hakenkreuzfahne gehisst und die Fassade für Propaganda genutzt. Am 1. Februar 1945 übergab das Reichskommissariat das Stortingsgebäude an die nationalsozialistische Quisling-Regierung und zog in das Osloer Handelsgymnasium um. Zu diesem Anlass wurde am Gebäude wieder die norwegische Flagge gehisst.

### Nach dem Zweiten Weltkrieg
Die von den deutschen Besatzern vorgenommenen Änderungen wurden nach der Befreiung am 8. Mai 1945 schnell wieder rückgängig gemacht. Am 14. Juni 1945 kam es im Stortingssaal zur ersten Zusammenkunft der Abgeordneten.
Im Jahr 1949 wurde ein Architekturwettbewerb für die Erweiterung des Parlaments ausgeschrieben. Es gewann der Entwurf Ex von Nils Holter. Von 1951 bis 1956 wurde an der Rückseite des Parlaments ein neues fünfstöckiges Bürogebäude im funktionalistischen Stil erbaut. Dieses wurde am 5. März 1956 – genau 90 Jahre nach der Eröffnung des Stortingsgebäudes – eröffnet. Im Zuge des Bauprojekts wurde auch der Stortingssaal vergrößert. Dieser war ursprünglich für 111 Abgeordnete ausgelegt worden. Nachdem die Zahl der Abgeordneten angestiegen war und auch die Regierungsmitglieder eigene Sitze erhielten, war der Saal zu klein geworden. Eine weitere Umbaumaßnahme betraf den Innenhof vor dem Plenarsaal, der zu einer Zentralhalle, der sogenannten Vandrehallen, umgebaut wurde. Das gesamte Bauprojekt wurde im Januar 1959 abgeschlossen. Über die Zeit hinweg wuchs das Parlament auch über das vergrößerte Gebäude hinaus. Es wurden deshalb neue Gebäude in der Umgebung bezogen. Teilweise wurden diese durch ein Tunnelsystem an das Parlamentsgebäude angebunden.
Im Jahr 2011 wurden Pläne für einen größeren Umbau vorgelegt. Bedingt durch die Anschläge vom 21. Juli 2011, bei denen das Osloer Regierungsviertel teilweise zerstört wurde, gab es zudem neue Sicherheitsvorgaben. Das Bauprojekt begann im Sommer 2014 und überschritt die geplanten Kosten schließlich deutlich. Aufgrund der Kostenüberschreitungen mussten sowohl der Stortingspräsident Olemic Thommessen von der konservativen Partei Høyre als auch der Verwaltungsdirektor des Parlaments zurücktreten.

## Lage
Das Stortingsgebäude liegt im Zentrum von Oslo an der Prachtstraße Karl Johans gate. Direkt vor dem Gebäude liegt der Eidsvolls plass. Im Südwesten des Gebäudes verläuft die Stortingsgata, auf der Gebäuderückseite die Akersgata. Am anderen Ende der Karl Johans gate liegt das norwegische Königsschloss. Zwischen dem Schloss und dem Parlamentsgebäude befinden sich weitere bedeutende Institutionen wie die Universität Oslo und das Nationaltheatret.

## Gebäude

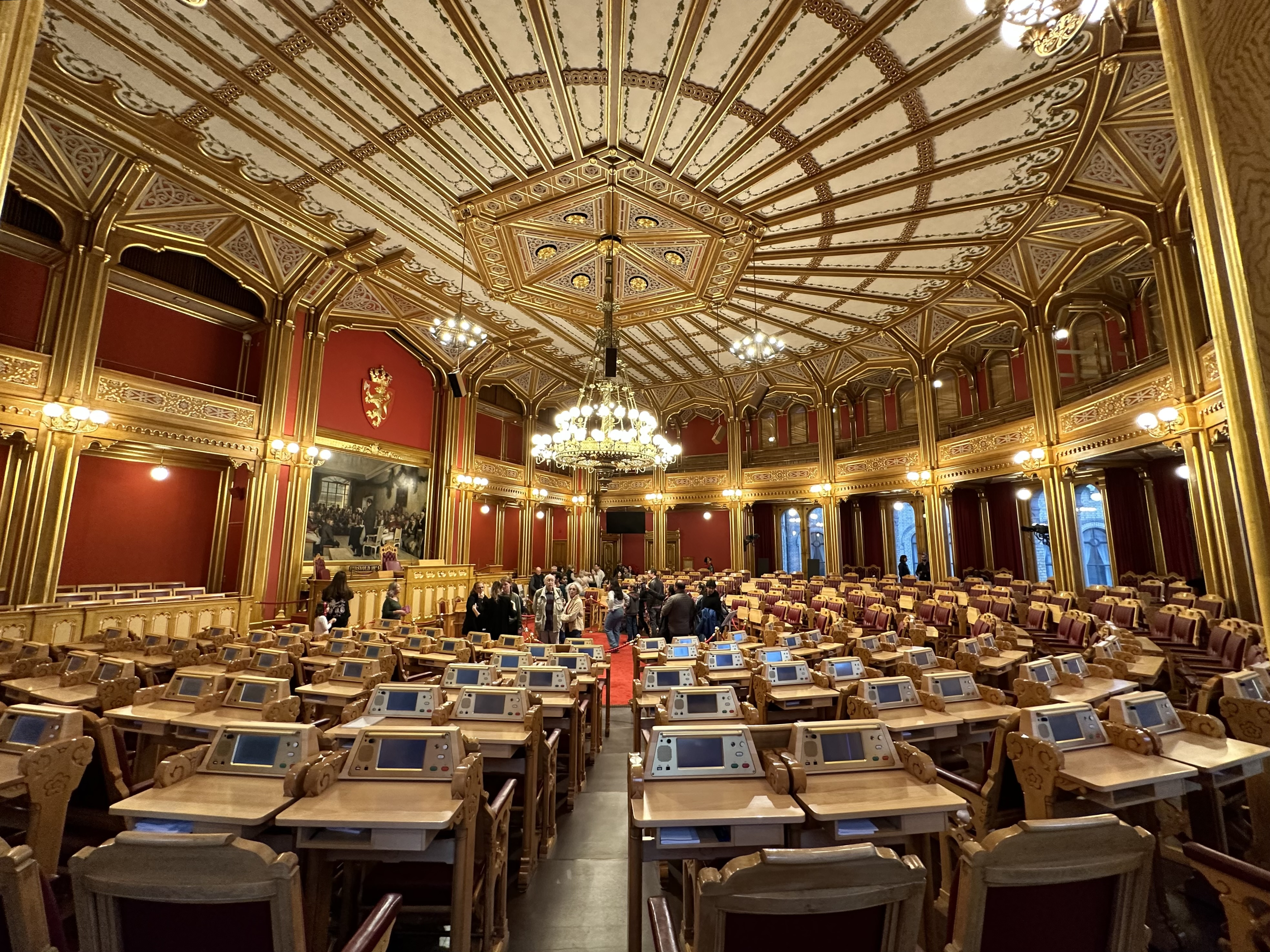
Stortingssaal, 2023

Das Gebäude ist heute ein markantes Element im Stadtbild Oslos. Bei seiner Eröffnung galt das Gebäude im Vergleich zu den Parlamentsgebäuden anderer Länder als ungewöhnlich. So war es relativ klein und während die meisten Parlamente ihre Plenarsäle im Zentrum ihres Parlamentsgebäudes hatten, konnte man in Norwegen von außen durch die Fenster in die Rotunde mit dem Saal sehen.
Zentrales Element des Parlaments ist der Stortingssaal an der Vorderseite des Gebäudes. Der Architekt Langslet entwarf neben dem eigentlichen Gebäude auch viele Details der Inneneinrichtung. So stammt etwa der Entwurf der Sitze des Plenarsaals von ihm. Links und rechts des Saals befindet sich jeweils ein Gebäudeflügel.

## Kunst im Stortingsgebäude

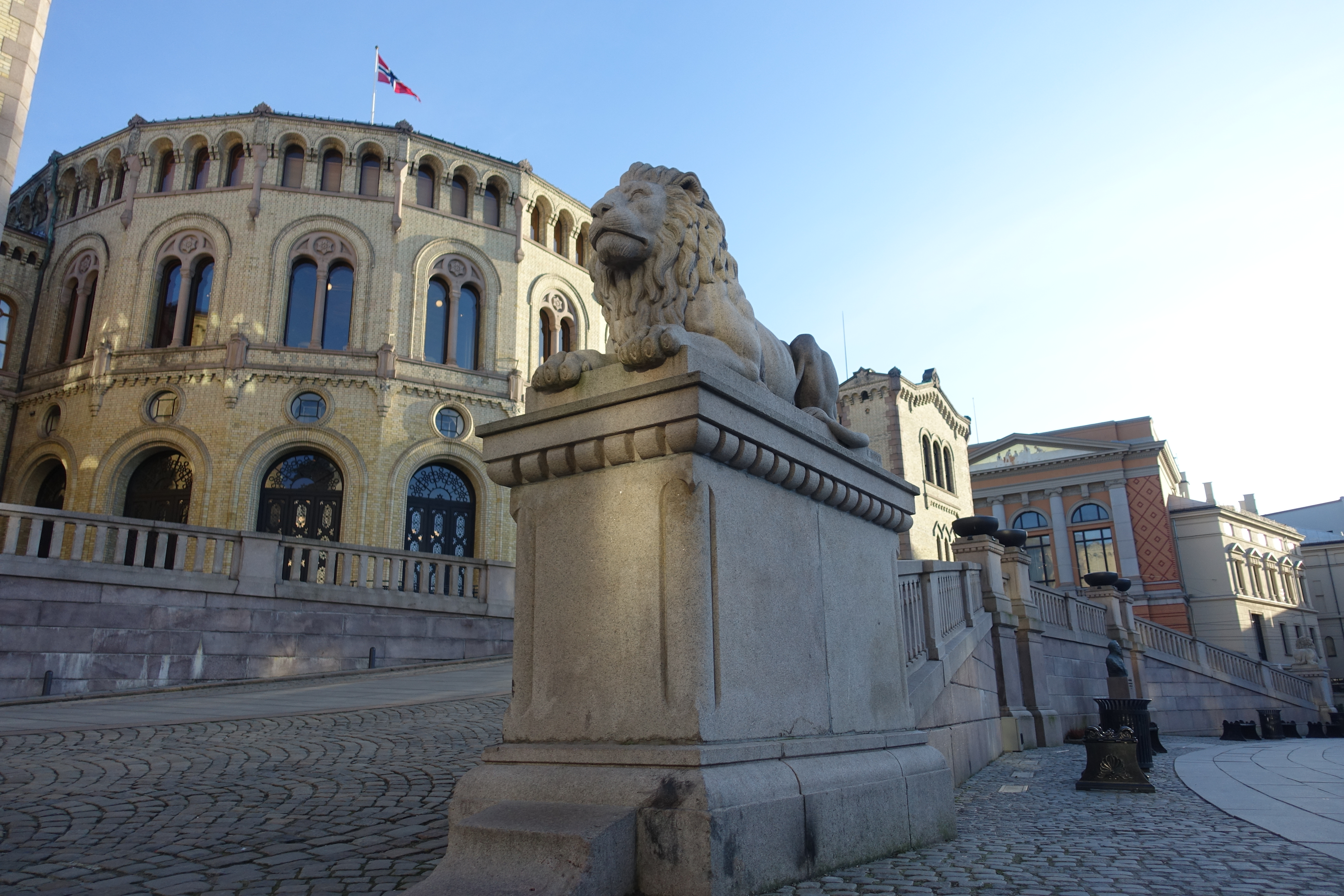
Eine der beiden Löwenskulpturen vor dem Gebäude

Im und vor dem Stortingsgebäude befinden sich viele Kunstwerke. Vor dem Gebäude auf dem Eidsvolls plass wurden 1865 zwei Löwenskulpturen platziert. Diese verliehen dem Ort den Beinamen Løvebakken (deutsch Löwenhügel). Die Löwen tauchten bereits in den ersten Zeichnungen Langlets auf und sollten neben weiteren Bronzefiguren vor dem Parlament aufgestellt werden. Aufgrund der hohen Kosten wurde der Teil des Plans nicht realisiert. Der Architekt Langlet schlug deshalb später vor, die Löwen stattdessen aus Granit zu schaffen und damit Kosten zu sparen. Das Parlament stimmte schließlich dem Plan zu. Später kamen Statuen für Wilhelm Frimann Koren Christie, Christian Michelsen, Johan Sverdrup und Carl Joachim Hambro hinzu. Seit 2025 befindet sich dort auch eine Statue von Anna Rogstad.
Im Plenarsaal hängt ein Gemälde von Oscar Wergeland, das die Nationalversammlung in Eidsvoll im Jahr 1814 darstellt. Zum 100-jährigen Jubiläum der Nationalversammlung im Jahr 1914 bestellte das Parlament 18 Porträts der bedeutendsten Teilnehmer der Reichsversammlung sowie einiger Bauernrepräsentanten.